# 木村慎太郎
木村　慎太郎（きむら　しんたろう、1987年6月30日 - ）は、日本の陸上競技選手。専門は短距離走。奈良県磯城郡三宅町出身。奈良県立添上高等学校から早稲田大学を経て、現在はアシックスに所属している。

## 経歴
式下中学校3年だった2002年に、全日本中学校陸上競技選手権の100mで優勝した。10月のジュニアオリンピック陸上競技大会のB男子100mも11秒03（-0.6）で優勝し、2003年2月の日本ジュニア室内陸上競技大会の中学60mも6秒95の大会記録で優勝した。
添上高校3年時には、インターハイの100mで2位、国民体育大会の少年A100mで4位、日本ジュニア室内の60mで優勝を果たした。2006年に早稲田大学に入学。
2006年の大学1年時には日本インカレに出場したが、100mは11秒09の予選3組7着で敗退した。4×100mリレーは予選で1走を務めて決勝進出に貢献するも、決勝は出番なしに終わった（決勝の早稲田の結果は2位）。
2007年の大学2年時、6月の日本インカレ100mは10秒78の準決勝2組3着で敗退し、初の決勝進出はならなかった。しかし、4×100mリレーでは予選で3走、決勝で1走を務め、2位入賞に貢献した。9月の全日本学生陸上競技チャンピオンシップ100mは10秒42で優勝を果たした。
2008年の大学3年時には、6月の日本学生個人選手権100mを10秒38の自己ベスト（当時）で優勝すると、同月の日本選手権の100mでは塚原直貴、朝原宣治に次ぐ3位入賞を果たした。9月の日本インカレ100mでは初めて決勝に進出して5位、4×100mリレーでは1走を務めて優勝した。同月の早慶対抗陸上競技会4×200mリレーではアンカーを務め、江里口匡史らとともに1分22秒67の日本記録（当時）を樹立した。
2009年の日本選手権100mでは、予選で自己ベストの10秒21を記録した。決勝でも江里口に次ぐ2位になり（記録は10秒22）、世界選手権の代表に選ばれた。8月の世界選手権では、2次予選のスタート前に遅延行為で警告を受け、10秒54で敗退した。9月の日本インカレでは、100mで江里口匡史に次ぐ2位、4×100mリレーは決勝のみ出場し、2走を務めて連覇を達成した。12月の東アジア大会では、100m、4×100mリレーでともに銀メダルを獲得した。
2010年は日本選手権100mで8位に終わったが、IAAFコンチネンタルカップの4×100mリレーで「アジア・太平洋」の4走を務め2位に入った。全日本実業団選手権を制した後、10月の国民体育大会でも10秒31を記録して優勝した。
2011年、5月のゴールデングランプリ川崎に出場し、100mは10秒54（-0.8）の4位、4×100mリレーでは日本Aチームの2走を務めて38秒78で優勝した。9月の全日本実業団選手権100mでは、塚原直貴に次ぐ2位に終わり連覇を逃した。10月の国民体育大会成年100mでは、決勝で10秒27（+1.8）を記録して4位に終わった。
2012年、6月の日本選手権100mには2年ぶりの出場を果たし、10秒55（0.0）の7位に終わった。9月の全日本実業団選手権では、100mは11秒31（-0.6）の準決勝1組8着、200mは22秒29（-1.0）の予選3組6着で敗退した。
2013年、6月の日本選手権100mに出場し、10秒56（+0.9）の予選2組5着で敗退した。
2014年、6月の日本選手権100mに出場し、10秒54（+0.7）の予選2組5着で敗退した。同月28日の大阪選手権100mに出場し、10秒95（+1.0）の予選3組5着で敗退した。その日の夜に、大阪選手権を最後に競技生活から退くことを自身のtwitterで明らかにした。10月12日の所沢市選手権で引退記念レースが行われたが、写真判定機故障のため記録なしに終わった。

## 主な成績
| 年     | 大会                 | 種目         | 順位        | 記録   | 備考                    |
| ------ | -------------------- | ------------ | ----------- | ------ | ----------------------- |
| 2009年 | ユニバーシアード     | 100m         | 準決勝敗退  | 10秒49 | 1組6着                  |
| 2009年 | ユニバーシアード     | 4×100mリレー | 予選失格    |        | 1,2走間でオーバーゾーン |
| 2009年 | 世界選手権           | 100m         | 2次予選敗退 | 10秒54 | 3組8着                  |
| 2009年 | 東アジア競技大会     | 100m         | 2位         | 10秒39 |                         |
| 2009年 | 東アジア競技大会     | 4×100mリレー | 2位         | 39秒40 |                         |
| 2010年 | コンチネンタルカップ | 4×100mリレー | 2位         | 39秒28 | アジア太平洋チーム      |

## 記録
| 種目 | 記録          | 年月日        | 場所 | 備考       |
| ---- | ------------- | ------------- | ---- | ---------- |
| 100m | 10秒21 (+1.4) | 2009年6月27日 | 広島 | 奈良県記録 |
| 200m | 21秒03 (+0.8) | 2009年5月24日 | 東京 |            |